# Jaroslav Brázdil
Jaroslav Brázdil (5. dubna 1920 Brno – 1. března 1997 Romford) byl český palubní radiotelegrafista a střelec 311. československé bombardovací perutě.

## Život

### Před druhou světovou válkou
Jaroslav Brázdil se narodil 5. dubna 1920 v Brně v rodině železničáře Antonína Brázdila a Anny, rozené Vetešníkové. Poté, co se jeho rodina v roce 1924 přestěhovala do Holásek, zde vychodil obecnou školu a tři ročníky školy měšťanské. Mezi lety 1936 a 1938 vystudoval obchodní akademii a poté pracoval jako účetní.

### Druhá světová válka
Po německé okupaci opustil Jaroslav Brázdil 11. prosince 1939 Protektorát Čechy a Morava a přes Slovensko a Maďarsko se dostal do Království Jugoslávie, kde v Bělehradu na francouzském konzulátu vstoupil do Československé armády v zahraničí. Přes Split a Marseille pokračoval do Agde, kde byl zařazen do 2. pěšího pluku a absolvoval poddůstojnickou školu. Zúčastnil se bojů ve Francii a po jejím pádu v červnu 1940 se evakuoval do Spojeného království. Zde se stal příslušníkem 1. československé smíšené brigády, kde dosáhl hodnosti četaře. V polovině roku 1942 požádal o přeložení k letectvu, bylo mu vyhověno a 14. října téhož roku zahájil výcvik na palubního radiotelegrafistu a střelce, který probíhal mj. i na Bahamách. Po jeho ukončení byl 26. února 1944 přičleněn k 311. československé bombardovací peruti, se kterou se účastnil protiponorkových a protilodních hlídkových letů nad oceánem na strojích Consolidated B-24 Liberator. První operační let absolvoval 26. března 1944 a konce druhé světové války nalétal 570 hodin a 48 minut.

### Po druhé světové válce
Do Československa se Jaroslav Brázdil vrátil v srpnu 1945. V listopadu téhož roku odešel z armády a pracoval jako administrativní síla v Poštovní spořitelně v Brně, poté ve Státní bance československé. Po komunistickém převratu v roce 1948 byl nucen střídat zaměstnání u stavebních a montážních firem. Po invazi vojsk Varšavské smlouvy do Československa odešel v listopadu 1968 i s rodinou znovu do Spojeného království. Po roce 1989 byl povýšen do hodnosti podplukovníka ve výslužbě a v roce 1995 do hodnosti plukovníka ve výslužbě. Zemřel 1. března 1997 v Romfordu. Pohřben je na hřbitově ve Strážnici.

## Vyznamenání
- 2x Československý válečný kříž 1939
- 2x Československá medaile Za chrabrost před nepřítelem
- Československá medaile za zásluhy I. stupně
- Pamětní medaile československé armády v zahraničí
- Hvězda 1939–1945
- Evropská hvězda leteckých posádek
- Britská medaile Za obranu
- Válečná medaile 1939–1945
- Hvězda Atlantiku